# Nicolas Thévenin
Pour les articles homonymes, voir Thevenin.
Nicolas Thévenin, né le 5 juin 1958 à Saint-Dizier dans la Haute-Marne, est un archevêque catholique français, nonce apostolique en Égypte depuis 2019 et en Oman (en) depuis 2023.

## Biographie

### Formation
Nicolas Thévenin est diplômé de l'Institut commercial de Nancy en 1981.
Il entre plus tard au séminaire de Gênes en Italie au titre de la communauté Saint-Martin. Il est titulaire d'un doctorat en droit canonique.

### Prêtre
Il est ordonné prêtre le 4 juillet 1989 au sein de la communauté Saint-Martin et est incardiné à l'archidiocèse de Gênes.
Il rejoint les services diplomatiques du Saint-Siège le 1er juillet 1994. Son service l'amène alors successivement en Inde (en), puis en 1996 en République démocratique du Congo (en), en 1999 en Belgique (en), et en 2000 au Liban (en), puis conseiller de nonciature en 2002 à Cuba (en) et en 2005 en Bulgarie (en), puis il rejoint la section pour les relations avec les États de la secrétairerie d'État en 2005.
En 2006, lorsque Tarcisio Bertone est nommé secrétaire d’État, Nicolas Thévenin rejoint son secrétariat particulier.
Le 8 janvier 2010, il est nommé protonotaire apostolique participant, et rejoint la préfecture de la maison pontificale.

### Évêque
Benoît XVI le nomme archevêque titulaire d'Æclanum (de) et nonce apostolique. Le 5 janvier 2013, veille de sa consécration, le Saint-Siège informe qu'il est nommé nonce apostolique au Guatemala (en). Le lendemain, il est consacré en la basilique vaticane par Benoît XVI en même temps que trois autres prélats.
Le 4 novembre 2019 il est nommé nonce apostolique en Égypte et délégué apostolique auprès de la Ligue arabe. Le 22 mai 2023, il devient le premier nonce apostolique en Oman (en), à la suite de l'établissement des relations diplomatiques entre ce pays et le Saint-Siège.

### Distinctions
Nicolas Thévenin est chevalier dans l'ordre national de la Légion d'honneur (promotion du 14 juillet 2010),.

## Succession apostolique
Nicolas Thévenin a ordonné les évêques suivants :
- Évêque Carlos Enrique Trinidad Gómez (de) (2015)
- Évêque José Cayetano Parra Novo (es), O.P. (2017)